# アンリエット・ド・サヴォワ
アンリエット・ド・サヴォワ（Henriette de Savoie, 1541/42年 - 1611年10月14日）は、ヴァロワ朝時代フランスの貴族・女子相続人。ヴィラール女侯爵。ギーズ家のマイエンヌ公シャルルの妻となった。

## 生涯
ヴィラール伯爵オノラ2世・ド・サヴォワと、その妻のジャンヌ＝フランソワーズ・ド・フォワ＝カンダルの間の一人娘。両親は1540年に結婚したが、すぐに死別し、父は再婚しなかった。生年は不詳で、1541年又は1542年（の5月まで）と推定される。母方祖母からカスティヨン子爵領をはじめとする広大な所領を受け継いだ。
1555年ジャン8世・ド・クレキの次男ポワ公ジャン・ド・クレキ（1535年頃 - 1557年）の許嫁となるが、ポワ公は1557年のサン・カンタンの戦いで戦死した。
1560年6月26日、メルシオール・デ・プレ（1572年没）と最初の結婚をする。モンペザ＝ド＝ケルシー及びデュ・フーの領主、ポワトゥー州のセネシャルであり、。その父は元帥アントワーヌ・ド・レット＝デプレだった。夫妻は8人の子に恵まれた。
1576年8月6日、マイエンヌ公シャルルと再婚。直前の7月23日に婚姻契約を交わしている。婚礼はフランス王アンリ3世と王母カトリーヌ・ド・メディシスも出席して盛大に祝われた。
1565年6月13日、本家のサヴォイア公エマヌエーレ・フィリベルトは父オノラ2世をヴィラール伯爵から侯爵に昇格させたが、その際に同爵位を一人娘であるアンリエットとその男系子孫が相続できるよう取り計らった。
従兄にあたるタンド伯・ソムリーヴ伯オノラ1世・ド・サヴォワが、1572年に子供も遺言状も残さず死去したため、その叔父である父オノラ2世がタンドとソムリーヴの2つの伯爵領の相続権を主張した。しかしオノラ1世の姉のデュルフェ卿夫人ルネが自身の相続分を主張し、この相続に異議を唱えた。サヴォワ＝タンド家の相続争いは法的係争に発展し、本家のサヴォイア公はルネと夫のデュルフェ卿ジャックの相続請求を受け、1574年と1575年の2度にわたりこの相続問題に関する新たな文書を出している。
アンリエットは結局サヴォイア本家に自身の請求を認めさせることに成功したようである。ただしタンド伯領の領民が1576年に忠誠を誓ったのは彼女の夫マイエンヌ公爵であった。1576年中に、マイエンヌ公夫妻とサヴォイア公との間では、タンドとミリベル及び周辺のモンテリエ、サトネ＝ヴィラージュ、ロイエットとを交換し、この4所領にミリベル侯爵領を設定するという話が出た。1579年に領地交換に関する合意が成立し、1581年9月4日タンド伯領は完全にサヴォイア公の支配下に入った。
マイエンヌ公は1611年10月3日にソワソンで亡くなり、公爵夫人も直後の10月14日に同じくソワソンで世を去った。公爵夫妻の遺骸は揃ってソワソン大聖堂に眠っている。

## 子女
最初の夫メルシオール・デ・プレとの間に8子。
- エマニュエル＝フィリベール（1621年没） - ヴィラール侯爵、モンマルタン領主の娘エレオノール・トマサンと結婚、モントーバン包囲戦（英語版）で戦死
- クロード（1597年以降に没）
- アンリ（1619年没） - モントーバン司教となるが1595年聖別前に還俗、モンペザ侯爵となる。ギーシュ伯アントワーヌ1世・ド・グラモン（英語版）の末娘のアステ女領主クレール＝シュザンヌ・ド・グラモンと結婚[15]
- ジャック（1616年没）
- マドレーヌ - スーズ伯フランソワ・ド・ラ・ボーム（ドイツ語版）の息子オノレ（またはロスタン）・ド・ラ・ボームと結婚、息子ジャック＝オノラがヴィラール侯爵位を継承
- ガブリエル（1653年没） - 1595年タヴァンヌ子爵ジャン・ド・ソー（フランス語版）と結婚
- エレオノール - 1588年プロヴァンスの大セネシャル・カルセス伯ガスパール・ド・ポンテヴェス（フランス語版）と結婚
- マルグリート（1650年）

2番目の夫マイエンヌ公シャルルとの間に4子。
- アンリ（1578年 - 1621年） - マイエンヌ公、エギュイヨン公
- シャルル＝エマニュエル（1581年 - 1609年） - ソムリーヴ伯
- カトリーヌ（1585年 - 1618年） - 1599年、マントヴァ公、モンフェッラート公爵、ヌヴェール公カルロ1世（シャルル）と結婚
- ルネ（? - 1638年） - 1613年、オニャーノ公、セーニ公、サンタ・フィオーラ伯マリオ2世・スフォルツァ（イタリア語版）と結婚

## 引用・脚注
1. ↑  サヴォイア家内ではアンリー（Henrye）と呼ばれていたようである。1565年の文書（サヴォイア公のもの）、1579年の文書（父親の遺言状）、1608年及び1610年の文書（自身の遺言状）など。Cawley を参照のこと。
2. 1 2 3 4  Schwennicke
3. 1 2 3 4 5 6 7  Panisse-Passis
4. 1 2 3 4 5  Cawley
5. ↑  Schwennickeは1568年6月26日としているが、没年1572年までに8人の子が生まれていることから、辻褄が合わない。
6. ↑  GuichenonとPanisse-Passisは彼をギュイエンヌ州知事としているが誤り。Jean-Numa Dast Le Vacher de Boisvill著Liste des gouverneurs, lieutenants généraux et lieutenants du roi en Guienne (1898)　には記載がない。
7. 1 2 3 4 5  Guichenon
8. ↑  Guichenonは1576年7月2日としている。
9. 1 2 3 4  Longeon
10. ↑  Michel Bourrier, Gérard Colletta, Chronologie illustrée de l’histoire du Comté de Nice, Nizza, 2000, S. 85
11. ↑  Luc Thevenon, Frontières du comté de Nice : à la recherche des bornes perdues: sur l’ancienne limite des royaumes de France et de Piémont-Sardaigne, Nice, 2005 S. 15
12. ↑  Françoise Hildesheimer (Hrsg.), Histoire des diocèses de France : Les Diocèses de Nice et Monaco, Band 17, Paris 2011, S. 179, ISBN 978-2-7010-1095-3
13. ↑  Pattouは11月4日としている。
14. ↑  Pattouは11月14日としている。
15. ↑  Anselme de Sainte-Marie, Ange de Sainte-Rosalie, Histoire de la Maison Royale de France, et des grands officiers de la Couronne & de la Maison du roy & des anciens barons du royaume, Band 4, Paris 1728, S. 614